# ProjeKct X
ProjeKct X (si pronuncia ProjeKct Ten) è stato un side project della band King Crimson.

## Storia del gruppo
Nel 2000, mentre i King Crimson registravano il loro album The ConstruKction of Light, i quattro membri del gruppo registrarono l'album Heaven and Earth come ProjeKct X.
Il ProjeKct X ha continuato la tradizione dei ProjeKcts: ProjeKct One, ProjeKct Two, ProjeKct Three e ProjeKct Four (sottogruppi nei quali si frattalizzarono i King Crimson dal 1997 al 1999). La X sta per il numero romano 10, che deriva dalla somma di tutti i precedenti ProjeKcts: 1 + 2 + 3 + 4 = 10.
Il ProjeKct X può esser pensato come un alter ego del double-duo che ha registrato l'album The ConstruKction of Light.

## Formazione
- Adrian Belew - chitarra, v-drum
- Robert Fripp - chitarra, soundscapes
- Trey Gunn - warr guitar
- Pat Mastelotto - batteria elettronica

## Discografia
- Heaven and Earth (2000)